# Basin van Hoei

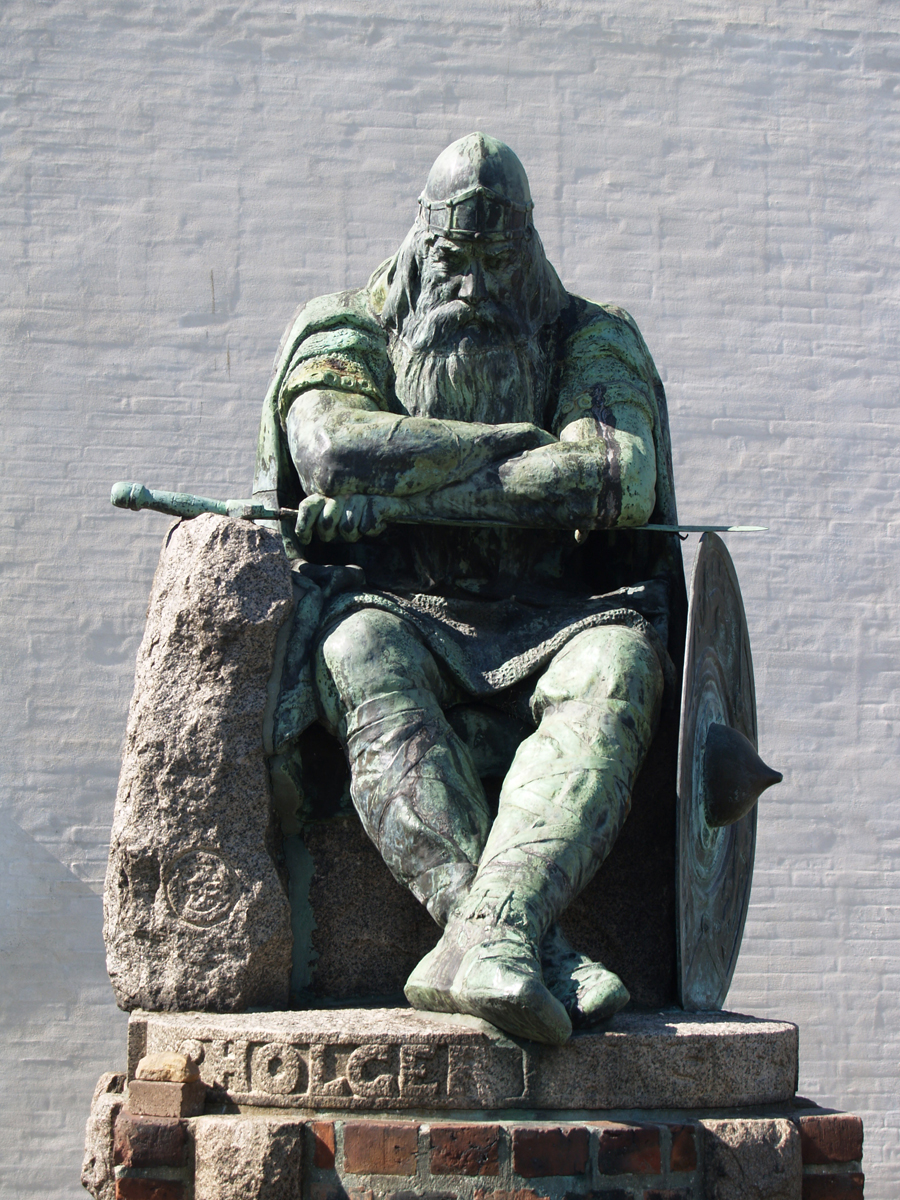
Standbeeld voor Ogier de Deen; hij doodde Basin van Hoei

Basin van Hoei ( - Parijs 825) was graaf van Hoei ten tijde van het bestuur van Karel de Grote in het Karolingische Rijk. Basin is een figuur uit legenden.

## Legende
Over het graafschap Hoei in de 9e en 10e eeuw zijn er nauwelijks bronnen. De legende over Basin situeert hem in de Karolingische tijd. De stad Hoei ligt aan de Maas maar het graafschap was uitgestrekt over beide oevers van de Maas. Basin gedroeg zich als een wrede heerser, die uit was op bedrog en moord, en werd vergeleken met koning Herodes uit de Bijbel. Zo organiseerde Basin een tornooi in Tihange, in zijn graafschap. De graaf van Loon won het toernooi. Basin was zo boos dat hij hem vergiftigde terwijl hijzelf een niet-vergiftigde beker leeg dronk. Basin toostte op Karel de Grote.
Ogier de Deen kwam orde op zaken stellen in Hoei. Ogier is een figuur in vele Scandinavische legenden, maar duikt ook op in Franse chansons de geste. Ogier veroverde de burcht van Hoei en sleepte Basin naar Parijs. Daar liet hij Basin villen, vervolgens in kokend water gooien en op de brandstapel gooien (825). De legende eindigde met het gegeven dat Ogier de Deen zich 21 jaar vestigde in Hoei.